# Eddie Murphy
Eddie Murphy (n. Edward Regan Murphy, n. 3 aprilie 1961, New York City, New York, SUA) este un actor, regizor, producător și cântăreț american.
Se află pe locul cinci al actorilor cu cele mai mari încasări din istorie. El avea o prezență constantă în spectacolul de televiziune Saturday Night Live între 1980 - 1984. A lucrat și ca actor solo de comedie. Se află pe locul 10 în lista celor mai mari comici din toate timpurile.
Melodia „Party All the Time”, lansată de Eddie Murphy în 1985 s-a clasat pe locul al doilea în Billboard Hot 100, unde a stat timp de trei săptămâni, în urma piesei „Say You, Say Me” de Lionel Richie.

## Filmografie

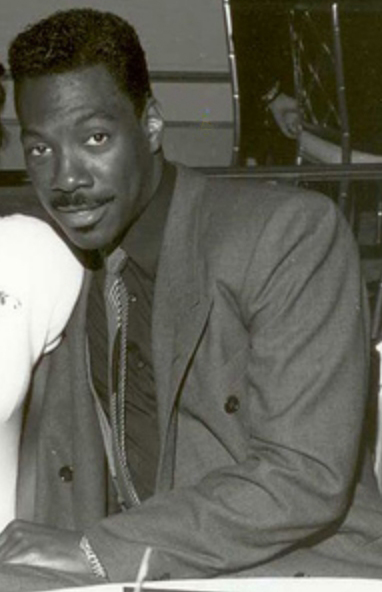
Eddie Murphy în 1988

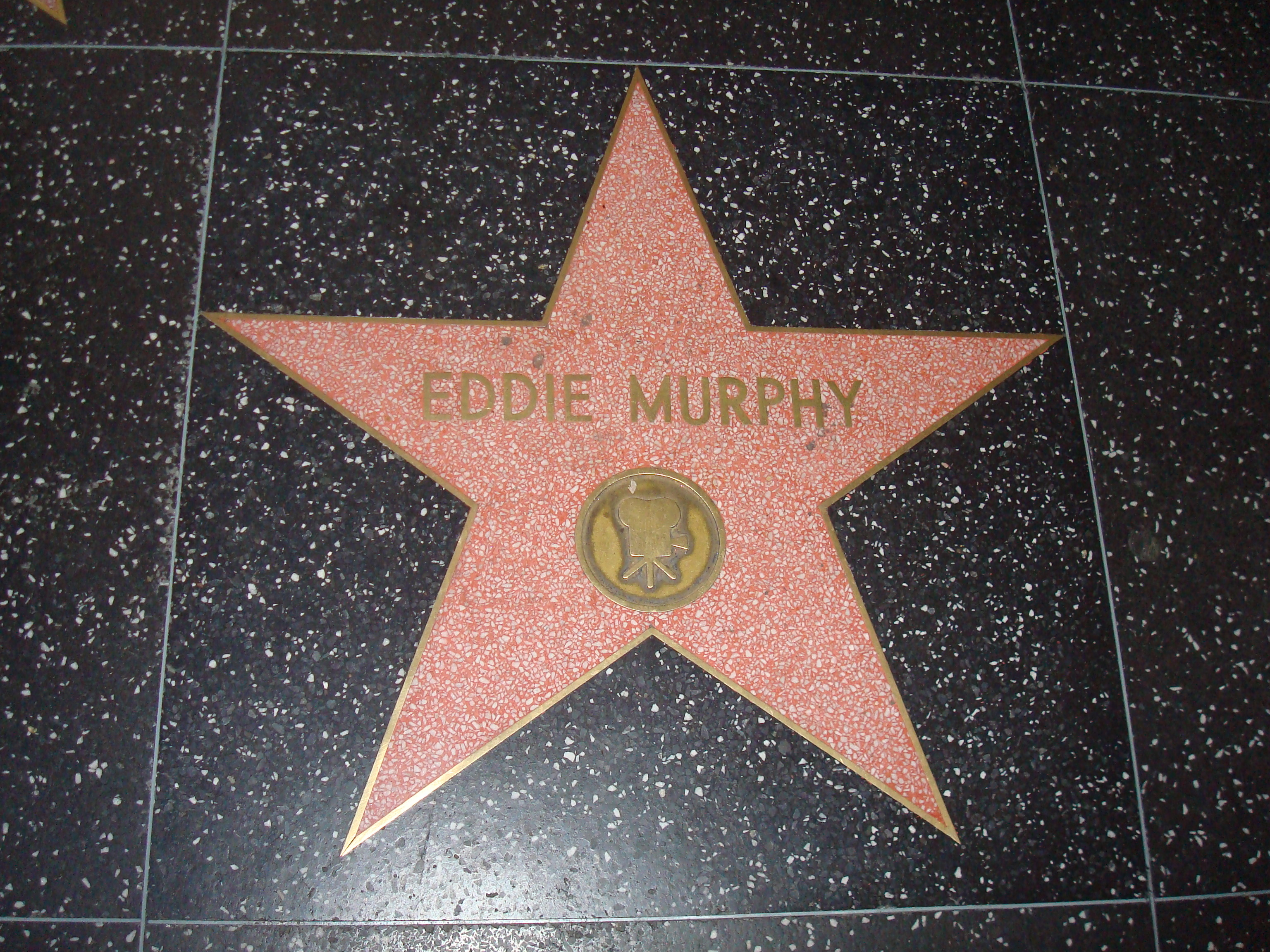
Steaua lui Eddie Murphy pe Hollywood Walk of Fame

| Film | Film                           | Film | Film                                                  |
| An   | Film                           | Rol | Note                                                  |
| ---- | ------------------------------ | --- | ----------------------------------------------------- |
| 1982 | 48 Hrs.                        | Reggie Hammond |                                                       |
| 1983 | Trading Places                 | Billy Ray Valentine |                                                       |
| 1983 | Eddie Murphy Delirious         | În rolul său | și producător                                         |
| 1984 | Best Defense                   | Lt. T.M. Landry |                                                       |
| 1984 | Beverly Hills Cop              | Det. Axel Foley |                                                       |
| 1986 | The Golden Child               | Chandler Jarrell |                                                       |
| 1987 | Beverly Hills Cop II           | Det. Axel Foley |                                                       |
| 1987 | Eddie Murphy Raw               | În rolul său | și producător                                         |
| 1988 | Coming to America              | Prințul Akeem/Clarence/Randy Watson/Saul |                                                       |
| 1989 | Harlem Nights                  | Quick (Real Name Vernest Brown) | și regizor + producător                               |
| 1990 | Another 48 Hrs.                | Reggie Hammond |                                                       |
| 1992 | Boomerang                      | Marcus Graham |                                                       |
| 1992 | The Distinguished Gentleman    | Thomas Jefferson Johnson |                                                       |
| 1994 | Beverly Hills Cop III          | Det. Axel Foley |                                                       |
| 1995 | Vampire in Brooklyn            | Maximillian/Preacher Pauly/Guido | și producător                                         |
| 1996 | The Nutty Professor            | Profesorul Sherman Klump/Buddy Love/ Lance Perkins/Cletus 'Papa' Klump/ Anna Pearl 'Mama' Jensen Klump/ Ida Mae 'Granny' Jensen/Ernie Klump, Sr. | și producător                                         |
| 1997 | Metro                          | Inspector Scott Roper |                                                       |
| 1998 | Mulan                          | Mushu | (voce)                                                |
| 1998 | Doctor Dolittle                | Dr. John Dolittle |                                                       |
| 1998 | Picat din cer                  | G |                                                       |
| 1999 | Viața-n pușcărie               | Rayford "Ray" Gibson | și producător                                         |
| 1999 | Bowfinger                      | Kit Ramsey/Jeffernson 'Jiff' Ramsey |                                                       |
| 2000 | Nutty Professor II: The Klumps | Profesorul Sherman Klump/Buddy Love/ Lance Perkins/Cletus 'Papa' Klump/ Anna Pearl 'Mama' Jensen Klump/ Ida Mae 'Granny' Jensen/Ernie Klump      | Also Producer                                         |
| 2001 | Shrek                          | Măgărușul | (voce)                                                |
| 2001 | Dr. Dolittle 2                 | Dr. John Dolittle |                                                       |
| 2002 | Showtime                       | Ofițerul Trey Sellers |                                                       |
| 2002 | The Adventures of Pluto Nash   | Pluto Nash |                                                       |
| 2002 | I Spy                          | Kelly Robinson |                                                       |
| 2003 | Daddy Day Care                 | Charles "Charlie" Hinton |                                                       |
| 2003 | The Haunted Mansion            | Jim Evers |                                                       |
| 2005 | Shrek 2                        | Măgărușul | (voce)                                                |
| 2006 | Dreamgirls                     | James 'Thunder' Early |                                                       |
| 2007 | Norbit                         | Norbit Rice/Rasputia Latimore-Rice/Mr. Wong | și producător                                         |
| 2007 | Shrek the Third                | Măgărușul | (voce)                                                |
| 2008 | Meet Dave                      | Navă spațială, căpitan |                                                       |
| 2009 | Imagine That                   | Evan Danielson |                                                       |
| 2010 | Shrek Forever After            | Donkey | (voce)                                                |
| 2011 | Tower Heist                    | Darnell ("Slide") Davis |                                                       |
| 2012 | A Thousand Words               | Jack McCall | Nominalizare – Golden Raspberry Award for Worst Actor |
| 2018 | Mr. Church                     | Henry Joseph Church |                                                       |
| 2016 | Shrek 5                        | Măgărușul | Rol de voce                                           |

| Televiziune și video | Televiziune și video            | Televiziune și video | Televiziune și video        |
| An                   | Nume                            | Rol                  | Note                        |
| -------------------- | ------------------------------- | -------------------- | --------------------------- |
| 1980–1984            | Saturday Night Live             |                      |                             |
| 1983                 | Eddie Murphy: Delirious         |                      |                             |
| 1987                 | Eddie Murphy Raw                |                      |                             |
| 1989                 | What's Alan Watching?           |                      |                             |
| 1993                 | Dangerous: The Short Films      | faraon egiptean      | muzicalul Remember the Time |
| 1999–2001            | The PJs                         | Thurgood Stubbs      | voce                        |
| 2007                 | Shrek the Halls                 | Măgărușul            | voce                        |
| 2010                 | Donkey's Christmas Shrektacular | Voce                 |                             |
| 2012                 | Eddie Murphy: One Night Only    | Guest of honor       | TV Special                  |

## Discografie

### Albume
| Albume de studiou | Albume de studiou | Albume de studiou        | Albume de studiou |
| An                | Titlu             | Note                     |                   |
| ----------------- | ----------------- | ------------------------ | ----------------- |
| 1982              | Eddie Murphy      | Comedie- locul 52 în SUA |                   |
| 1983              | Comedian          | Comedie- locul 35 în SUA |                   |
| 1985              | How Could It Be   | Muzică- locul 26 în SUA  |                   |
| 1989              | So Happy          | Muzică- locul 70 în SUA  |                   |
| 1993              | Love's Alright    | Muzică                   |                   |

| Albume de compilație | Albume de compilație | Albume de compilație | Albume de compilație |
| An                   | Titlu                | Notes                |                      |
| -------------------- | -------------------- | -------------------- | -------------------- |
| 1997                 | Greatest Comedy Hits | Comedie              |                      |
| 1998                 | All I Fuckin' Know   | Comedie              |                      |

| Coloane sonore | Coloane sonore    | Coloane sonore                                                                        | Coloane sonore |
| An             | Film              | Note                                                                                  |                |
| -------------- | ----------------- | ------------------------------------------------------------------------------------- | -------------- |
| 1986           | Beverly Hills Cop |                                                                                       |                |
| 2006           | Dreamgirls        | cu Beyoncé Knowles, Jermaine Bolling, Jennifer Hudson, Keith Robinson and Sharon Leal |                |

### Piese audio
| An   | Melodia                              | Casa de discuri | Note                                                |
| ---- | ------------------------------------ | --------------- | --------------------------------------------------- |
| 1982 | "Boogie in Your Butt/No More Tears"  | Columbia        | Comedie/muzică                                      |
| 1985 | "Party All the Time"                 | Columbia        | Muzică – locul 2 în SUA, locul 87 în Marea Britanie |
| 1985 | "How Could It Be" (cu Crystal Blake) | Columbia        | Muzică                                              |
| 1989 | "Put Your Mouth on Me"               | Columbia        | Muzică– locul 27 în SUA                             |
| 1989 | "Til the Money's Gone"               | Columbia        | Muzică                                              |
| 1993 | "I Was a King"                       | Motown          | Muzică – locul 64 în Marea Britanie                 |
| 1993 | "Whatzupwitu" (cu Michael Jackson)   | Motown          | Muzică                                              |
| 1993 | "Desdemona"                          | Motown          | Muzică                                              |

## Premii și nominalizări
| Premiile                                  | Anul | Categorie | Pentru opera                   | Rezultat     |
| ----------------------------------------- | ---- | --- | ------------------------------ | ------------ |
| Academy Award                             | 2007 | Cel mai bun actor in rol secundar                                                                             | Dreamgirls                     | Nominalizare |
| Annie Awards                              | 1999 | Realizări deosebite individuale pentru o voce interpretată într-o producție de animație                       | The PJs                        | Nominalizare |
| Annie Awards                              | 2001 | Realizări deosebite individuale pentru o voce în interpretare masculină într-un film de animație de producție | Shrek                          | Câștigător   |
| Annie Awards                              | 2008 | Cea mai buna voce interpretată într-o producție de televiziune animate                                        | Shrek the Halls                | Nominalizat  |
| BAFTA Awards                              | 2002 | Actor in a Supporting Role                                                                                    | Shrek                          | Nominalizat  |
| Black Reel Awards                         | 2000 | Cel mai bun actor într-un film artistic                                                                       | Bowfinger                      | Nominalizare |
| Black Reel Awards                         | 2002 | Actor in rol secundar                                                                                         | Shrek                          | Nominalizare |
| Black Reel Awards                         | 2007 | Actor in rol secundar                                                                                         | Dreamgirls                     | Nominalizat  |
| Broadcast Film Critics Association Awards | 2007 | Best Supporting Actor                                                                                         | Dreamgirls                     | Câștigător   |
| Central Ohio Film Critics Association     | 2007 | Cel mai bun actor in rol secundar                                                                             | Dreamgirls                     | Câștigător   |
| Chicago Film Critics Association Awards   | 2007 | Cel mai bun actor in rol secundar                                                                             | Dreamgirls                     | Nominalizare |
| Emmy Awards                               | 1983 | Suportul remarcabil al unui actor intr-o comedie, varietăți sau muzică                                        | Saturday Night Live            | Nominalizare |
| Emmy Awards                               | 1984 | Performanțe deosebite individuale într-o varietate de program muzicale                                        | Saturday Night Live            | Nominalizare |
| Emmy Awards                               | 1984 | Pentru scenariile dintr-o varietate de program muzicale                                                       | Saturday Night Live            | Nominalizare |
| Emmy Awards                               | 1999 | Cea mai deosebită animație cu durata mai puțin de o oră                                                       | The PJs "He's Gotta Have It"   | Nominalizare |
| Golden Globe Awards                       | 1983 | Actorul Debutant al Anului                                                                                    | 48 Hrs.                        | Nominalizare |
| Golden Globe Awards                       | 1984 | Actor in rol principal (muzical sau comedie)                                                                  | Trading Places                 | Nominalizare |
| Golden Globe Awards                       | 1997 | Actor in rol principal (muzical sau comedie)                                                                  | The Nutty Professor            | Nominalizare |
| Golden Globe Awards                       | 1985 | Actor in rol principal (muzical sau comedie)                                                                  | Beverly Hills Cop              | Nominalizare |
| Golden Globe Awards                       | 2007 | Cel mai bun actor secundar - Film artistic                                                                    | Dreamgirls                     | Câștigător   |
| NAACP Image Awards                        | 1997 | Cel mai bun actor dintr-un film artistic                                                                      | The Nutty Professor            | Nominalizare |
| NAACP Image Awards                        | 2007 | Actor in a Supporting Role                                                                                    | Dreamgirls                     | Nominalizare |
| National Society of Film Critics Awards   | 1997 | Cel mai bun actor in rol secundar                                                                             | The Nutty Professor            | Nominalizare |
| Online Film Critics Society Awards        | 2007 | Cel mai bun actor in rol secundar                                                                             | Dreamgirls                     | Nominalizare |
| Satellite Awards                          | 1996 | Cel mai bun actor – film artistic muzical sau comedie                                                         | The Nutty Professor            | Nominalizare |
| Satellite Awards                          | 2001 | Cel mai bun actor – film artistic muzical sau comedie                                                         | Nutty Professor II: The Klumps | Nominalizare |
| Saturn Awards                             | 1997 | Cel mai bun actor                                                                                             | The Nutty Professor            | Câștigător   |
| Saturn Awards                             | 2002 | Cel mai bun actor in rol secundar                                                                             | Shrek                          | Nominalizare |
| Screen Actors Guild Awards                | 2007 | Actor in rol secundar                                                                                         | Dreamgirls                     | Câștigător   |
| Screen Actors Guild Awards                | 2007 | distribuție într-un film artistic                                                                             | Dreamgirls                     | Nominalizare |